# Immeuble au 9, quai Turenne de Nantes
L'immeuble situé au no 9 du quai Turenne à Nantes, en France, a été bâti au XVIIIe siècle, dans le cadre du lotissement de l'île Feydeau. L'ouvrage a été inscrit au titre des monuments historiques en 1984.
L'édifice forme, avec le bâtiment situé au no 11, rue Kevégan, une cour intérieure baptisée Cour ovale.

## Historique
Lors du lotissement de l'île Feydeau, acté le 17 décembre 1733, les actuels nos 9 et 9bis du quai Turenne correspondent aux lots nos 3 et 4. Ceux-ci sont mis à prix pour 14 000 livres, et adjugés respectivement pour 14 700 livres aux frères Bossinot du Motay, et pour 14 200 livres à Jean-Christosome Sauvaget (1er consul entre 1713 et 1714, échevin entre 1718 et 1720, et sous-maire de Nantes entre 1720 et 1721) « et consorts ».
En 1756, le marchand de bois Joseph Raimbaud, fournisseur de la Marine royale, achète les deux lots, et y fait édifier deux bâtiments formant une cour intérieure assez vaste, qui prendra plus tard le nom de Cour ovale.
Le bâtiment est inscrit au titre des monuments historiques par arrêté du 5 décembre 1984.

## Architecture
Les deux immeubles aux nos 9 et 9bis occupent toute la longueur de leurs parcelles, et ont une façade qui donne au numéro 11 de la rue Kervégan. Sur le quai Turenne, ils présentent des façades identiques, distinguées seulement par la disposition des portes au rez-de-chaussée. La porte d'entrée commune, qui conduit à la cour intérieure, est située au no 9 (l'adresse postale de l'ensemble de l'immeuble est numérotée uniquement 9). La séparation entre les deux édifices est apparente, sous forme d'une jambe à bossage.
Chaque façade présente six travées, séparées verticalement, par groupes de deux, par des bossages simulant une colonne. Les linteaux des ouvertures des deux travées centrales sont différents des autres. Six ouvertures (celles des trois premiers niveaux, au centre) sont surmontées d'un mascaron ; toutes les autres le sont d'une agrafe.
Deux balcons filants en fer forgé ornent chaque façade, réunissant à chaque fois les quatre travées centrales. Au premier étage, ils reposent sur des consoles. Au deuxième, les consoles se retrouvent aux deux extrémités du balcon, le centre étant soutenu par une trompe.
La conception de la cour intérieure est héritée de l'architecture employée pour les constructions réalisées sur le parcellaire du Moyen Âge, qui présente des emprises étroites. Les cours de ce type sont articulées autour d'un escalier distribuant des coursières ou « galeries ». L'architecte Pierre Rousseau (1716-1797) a précédemment, pour le Temple du Goût, appliqué ce principe à une parcelle plus vaste. Dans le cas des immeubles édifiés au no 9, l'espace utilisé, encore plus important puisque commun à deux lots, a permis de faire des deux escaliers de distribution l'élément le plus monumental de l'immeuble, et vaut à la cour intérieure, de ce fait suffisamment caractéristique, de porter un nom : la « Cour ovale ».